# Principat de Dalmàcia
El principat de Dalmàtia o Dalmàcia (llatí Dalmatia) fou un estat que va existir del segle vii fins a la meitat del segle ix al que avui dia es Croàcia.
El segle vii els romans d'Orient van introduir eslaus (als que van desplaçar des dels Carpats) a la província de Dalmatia, i els es van instal·lar a la zona entre el Danubi i la mar Adriàtica. Tot i que independents, per un temps es van considerar subjectes de l'Imperi Romà d'Orient que mantingué el control de les ciutats fortificades (principalment Ragusa, Iadera, Tragurium i Espalàtum). Aquests eslaus van originar als serbis, croats, narentins, zaclumis, terbunis, diocles i decatris, que van formar estats al territori.
Aviat al segle vii els dàlmates i eslaus van formar el principat de Dalmatia dirigit per prínceps nadius; els eslaus i dàlmates foren al principi hostils entre si, però després es van barrejar. Es coneixen els seus prínceps durant el segle vii per fonts romanes d'Orient, perquè eren els seus teòrics vassalls, però la informació desapareix a finals del segle. La dinastia s'havia originat a la tribu dàlmata dels gudusques.
El 806 el principat torna a aparèixer quan va quedar sotmès a Carlemany, i els francs encara el van estendre cap a l'est, però per un tractat signat el 812 es va reconèixer la sobirania romana d'Orient i es van retornar les ciutats. Vers el 812-820 el príncep de Pannònia de més enllà del Save, de nom Liudevit, va fer la guerra contra el guduscà Borna, príncep de Dalmatia. En un moment donat l'exèrcit dàlmata va desertar i es va passar a Liudevit, que va obtenir la victòria completa. Borna es va salvar gràcies a la seva guàrdia personal. Segurament Dalmàtia hauria estat ocupada però l'emperador franc, el nominal sobirà del país, va enviar un exèrcit que va expulsar a Ludevit, el qual es va refugiar al sud del riu Cetina on existia un regne eslau que dominava aquesta part de l'antiga província de Dalmatia, segon explica Einhardt als Annales, i fou ben acollit però aviat va trair al rei eslau del sud (que podria ser Radoslav I de Rascia) i el va matar i va usurpar el tron; en fou expulsat al cap de poc temps i va tornar a Pannònia on va recuperar el poder i va estendre els seus dominis cap a l'est. Mislav va signar un tractat amb Venècia el 840 i consten algunes donacions que va fer a les esglésies. El 840 i 842 es van produir atacs àrabs a les ciutats de la costa, sobretot del sud (el 871 una campanya conjunta entre francs i romans d'Orient va allunyar aquest perill).

## Prínceps gundusques de Dalmatia
- Klukas
- Lobel
- Kosjenc
- Muhlo
- Hrvat
- Tuga
- Buga
- Radoslav regnava encara el 688
- Prínceps desconeguts entre 688 i 806
- Viseslav regnava ja el 806- vers 811
- Borna vers 811-821
- Vladislav 821-vers 835
- Mislav vers 835-vers 845
- Ducat de Croàcia

Des de vers el 845 el principat de Dalmatia va tenir un canvi dinàstic i va passar a estar governat per un duc eslau, essent llavors conegut com a Ducat dels croats o Croàcia Dàlmata. La seva capital fou inicialment Biaci i més tard Nin. Les tribus croates que podien elegir al duc eren totes de l'antiga Dalmatia (Karinjani i Lapčani, Polečići, Tugomirići, Kukari, Snačići, Gusići, Šubići, Mogorovići, Lačničići, Jamometići, Kačići i els nobles de l'illa Krk o Krčki). El primer duc (Herz) coat fou Trpimir I va engrandir el país (vers Bòsnia) i va fer la guerra contra els búlgars; el ducat va esdevenir regne el 925 després d'annexionar Pannònia.
Al sud de Dalmàcia van sorgir des del segle vii petits principats eslaus: Pagània (o Narenta, territori entre el Cetina i el Neretva), Zahumlje (o Hum), Travúnia i Duklja (al sud de Ragusa fins al llac Skadar).